# Kościół Świętych Apostołów Piotra i Pawła w Starym Kurowie
Kościół pw. Świętych Apostołów Piotra i Pawła w Starym Kurowie – katolicki kościół parafialny znajdujący się w Starym Kurowie (wsi gminnej), w dolinie Noteci, bezpośrednio przy torowiskach linii kolejowej 203. Funkcjonuje przy nim parafia Świętych Apostołów Piotra i Pawła.

## Historia
Pierwszy kościół we wsi istniał prawdopodobnie od XVIII wieku. Świątynię wybudowano w 1877, jako ewangelicką, w stylu neogotyckim. 7 października 1945 poświęcono ją jako katolicką (początkowo nosiła wezwanie Najświętszej Marii Panny). Obecne wezwanie uzyskała 27 maja 1947. Świątynią parafialną jest od 1 czerwca 1951. Konsekracji dokonano 21 grudnia 1986. Lata osiemdziesiąte XX wieku przyniosły kompleksową reorganizację wnętrz, m.in. w ołtarzu głównym umieszczono dębową nastawę z wyobrażeniem Ostatniej Wieczerzy. Na ścianach malowidła natynkowe. 
Obiekt jest jednonawowy z wysoką wieżą z murowanym hełmem. W sąsiedztwie prezbiterium postawiono dwie figury świętych Piotra i Pawła (apostołów), przywiezione w 1945 z Zabłotowa w diecezji lwowskiej (obecnie Ukraina) przez ks. Michała Rozlepiłę.
Z uwagi na położenie bezpośrednio przy torowiskach linii kolejowej 203, czyli historycznego Ostbahnu, świątynia uwieczniana bywa na fotostopach i zdjęciach miłośników kolei.

## Galeria

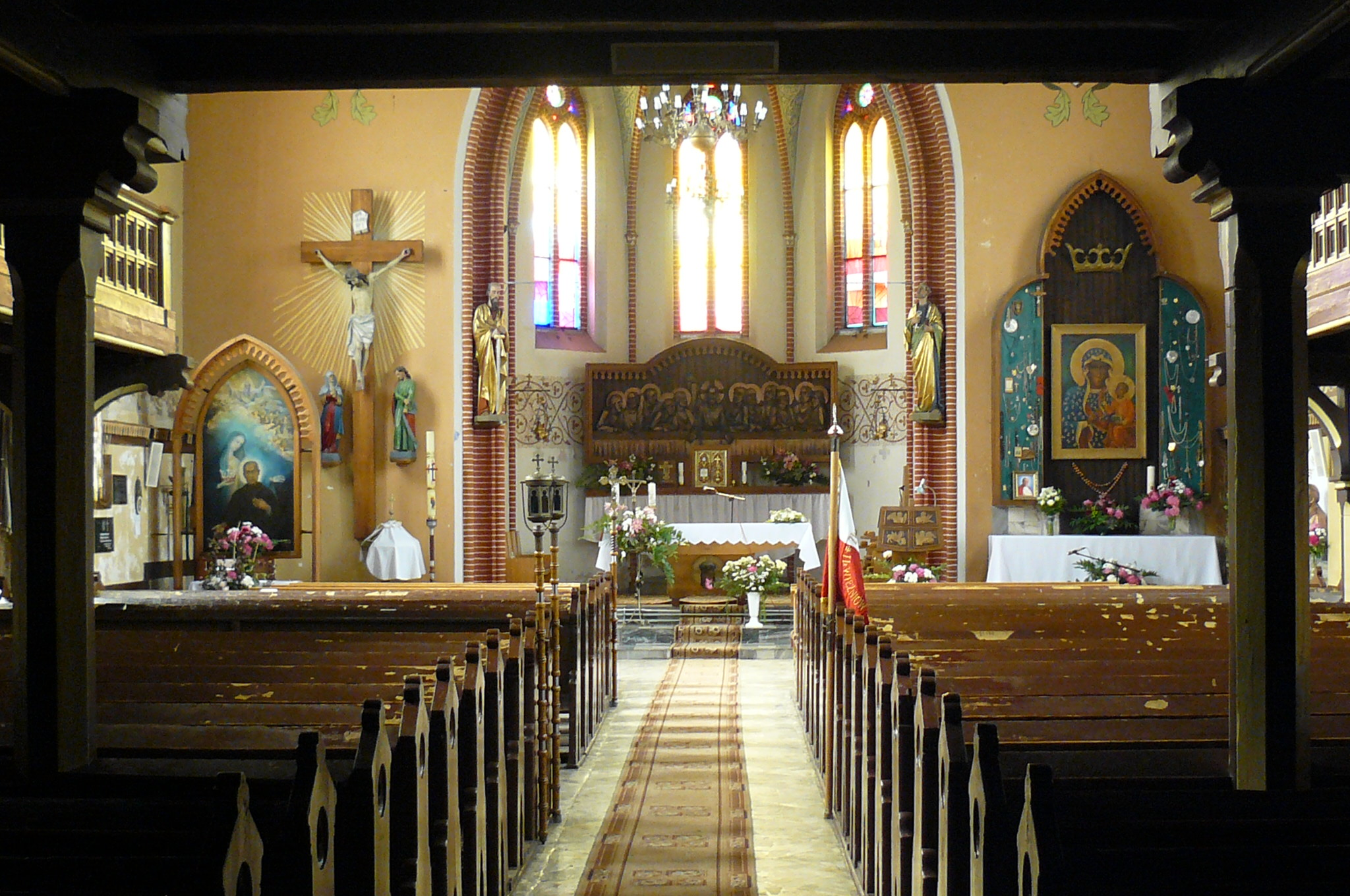
Wnętrze
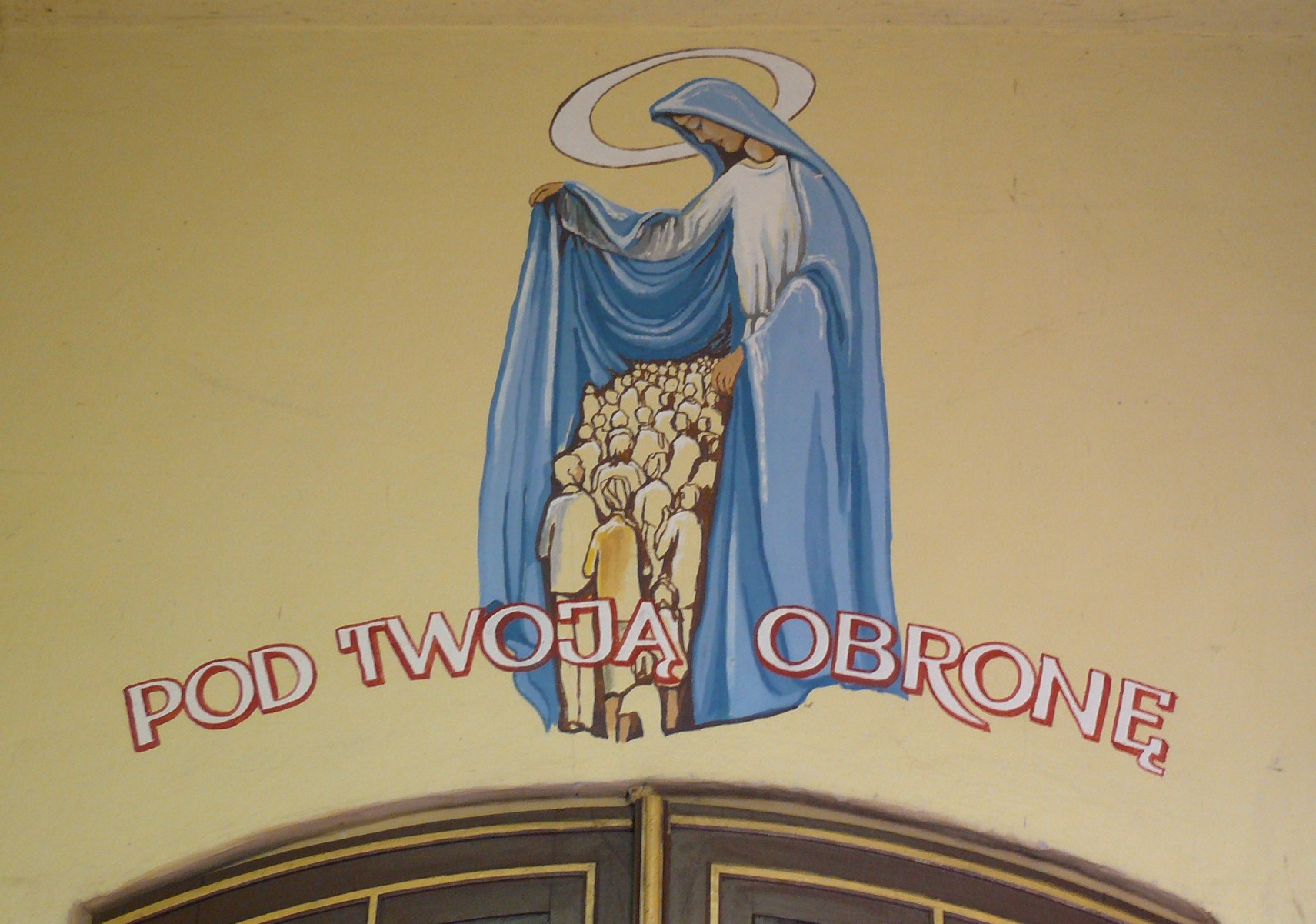
Malowidło natynkowe
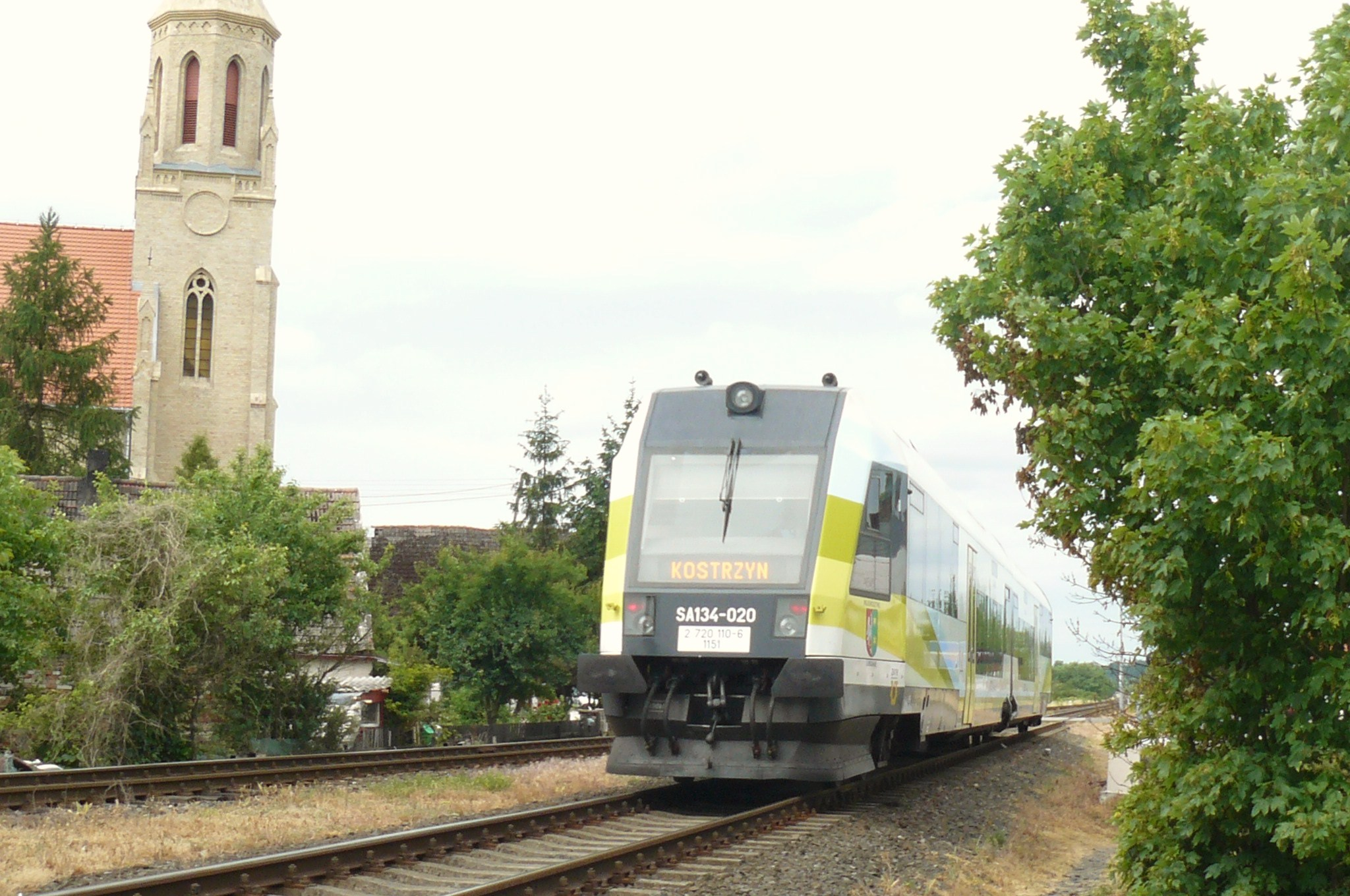
SA134-020 i kościół